# Beat Sitter-Liver
Beat Sitter-Liver (geboren 11. Mai 1939 in Bern; gestorben am 31. Januar 2022 ebenda) war ein Schweizer Philosoph. Er war Titularprofessor der Universität Freiburg (Schweiz).

## Leben
Beat Sitter-Liver studierte von 1958 bis 1975 in Bern (medizinisches Propädeutikum), Reykjavík (Isländisch), Bern (Philosophie, deutsche Sprache und Literatur, englische Sprache und Literatur, Rechts- und Staatstheorie), Köln (Philosophie, deutsche Sprache, englische Literatur) und Bern (Philosophie, deutsche Sprache und Literatur, englische Sprache und Literatur, Rechts- und Staatstheorie). Er promovierte an der Universität Bern und habilitierte an der Universität Freiburg.
Er war von 1972 bis 2002 hauptberuflich Generalsekretär der Schweizerischen Akademie der Geistes- und Sozialwissenschaften, bis 1991 auch der Schweizerischen Akademie der Naturwissenschaften. Als Gastprofessor und Dozent lehrte Sitter-Liver unter anderem in Bern, München, Luzern, Basel und an der ETH Zürich. 1990 wurde er zum Privatdozenten und 1994 zum Titularprofessor an der Universität Freiburg. Er setzt sich für eine Gerechtigkeit für alle Lebewesen, darunter auch Tierrechte und Pflanzenrechte, ein.
Er war mit der Künstlerin Beatrix Sitter-Liver (1938–2023) verheiratet und lebte in Bern.

## Ehrungen
- 2003: Dr. h. c. der Universität Lausanne.[5]

## Schriften
Monographien
- Dasein und Ethik. Zu einer ethischen Theorie der Eksistenz. Verlag Alber, Freiburg/München 1975.
- Die Geisteswissenschaften und ihre Bedeutung für unsere Zukunft. Schweizerische Volksbank (Hrsg.), Bern 1977.
- Plädoyer für das Naturrechtsdenken. Zur Anerkennung von Eigenrechten der Natur. Beiheft 3 zur Zeitschrift für Schweizerisches Recht, Helbling & Lichtenhahn, Basel 1984.
- Von Macht und Verantwortung in der Wissenschaft. Basler Schriften zur europäischen Integration Nr. 27, Europainstitut an der Universität Basel, Basel 1997.
- Der Einspruch der Geisteswissenschaften. Ausgewählte Schriften, hg. i. Auftrag der Schweizerischen Akademie der Geistes- und Sozialwissenschaften von Rainer J. Schweizer, Universitätsverlag Freiburg Schweiz, Freiburg 2002.
- Gerechte Organallokation. Zur Verteilung knapper medizinischer Güter in der Transplantationsmedizin. Academic Press Fribourg, Freiburg 2003.